# Waga Reimanna-Parowa
Waga Reimanna-Parowa – rodzaj wagi hydrostatycznej, która służy do oznaczania zawartości skrobi w ziemniakach (pomiar gęstości ciał stałych). Wykorzystuje się w niej zależność między skrobiowością ziemniaków a ich gęstością.

## Zasada oznaczenia
Zasada pomiaru opiera się na korelacji między zawartością skrobi a ciężarem właściwym bulw i wykorzystuje prawo Archimedesa.
Oznaczenie skrobiowości przy użyciu wagi Reimanna-Parowa polega na zważeniu ziemniaków w powietrzu, a potem w wodzie. Na podstawie otrzymanych wyników pomiaru, oblicza się gęstość ziemniaków oraz zawartość suchej masy. Wartość skrobiowości ziemniaków otrzymuje się po odjęciu od suchej masy zawartości składników nieskrobiowych, które wynoszą średnio 5,75% (stała Maerckera).